# Солнечное затмение 12 августа 2026 года
Солнечное затмение 12 августа 2026 года — полное солнечное затмение 126 сароса, которое лучше всего будет видно в акватории Северного Ледовитого океана, северной части Атлантического океана, а также в западной части Европы.
Затмение начнётся на северо-востоке российского полуострова Таймыр (примерно в полночь 13 августа по местному времени в полярный день), пройдёт через Северный Ледовитый океан восточнее Северной Земли, затем недалеко от Северного полюса, затем вдоль восточного побережья острова Гренландия (на юг вдоль меридиана 20° западной долготы), затем пересечёт Исландию и северную зону акватории Атлантического океана. Далее тень Луны пройдёт по территории Испании и выйдет в акваторию Средиземного моря, где проследует через остров Мальорка, после чего покинет Землю.
Полное затмение можно будет наблюдать на территории России (предыдущее можно было увидеть 1 августа 2008 года), Исландии (после затмения 30 июня 1954 года) и Испании (после затмения 30 августа 1905 года), а также частично в Португалии на северо-востоке страны (после затмения 17 апреля 1912 года). Следующее полное затмение на территории этих стран можно будет наблюдать 30 марта 2033 года, 26 июня 2196 года (кольцеобразное — 11 июня 2048 года), 2 августа 2027 года и 11 мая 2078 года соответственно.
Частные фазы затмения будут видны в Европе (восточная граница их видимости проходит вдоль границы Албании и Греции, через северо-запад Болгарии, Румынию, Украину, восточнее Белоруссии, затем по территории России в направлении Обской губы), на западе и северо-западе Африки (здесь восточная граница их видимости проходит через Кот-д'Ивуар, Буркину-Фасо, восток Мали, юго-восток Алжира и северо-запад Ливии), на Новой Земле, в крайних северо-восточных районах России (Чукотка, север Камчатки, северо-восток Якутии), в Северной Америке (Аляска, Канада, северо-восток США) в Северном Ледовитом океанеи в северной зоне акватории Атлантического океана. 
Это затмение является повторением через сарос полного солнечного затмения 1 августа 2008 года, полоса полной фазы которого проходила по территории России через Надым, Ноябрьск, Нижневартовск, Новосибирск, Барнаул, Бийск и Горно-Алтайск. Следующее затмение данного сароса произойдёт 23 августа 2044 года. Также оно является повторением через двойной сарос полного солнечного затмения 22 июля 1990 года, полоса полной фазы которого проходила по территории Советского Союза от Таллина через Карельскую АССР, Арктику, северо- восток Сибири и север Дальнего Востока и тройной сарос полного солнечного затмения 10 июля 1972 года, полоса полной фазы которого, начавшись на Сахалине, проходила через Камчатку и Чукотку.

## Обстоятельства видимости затмения

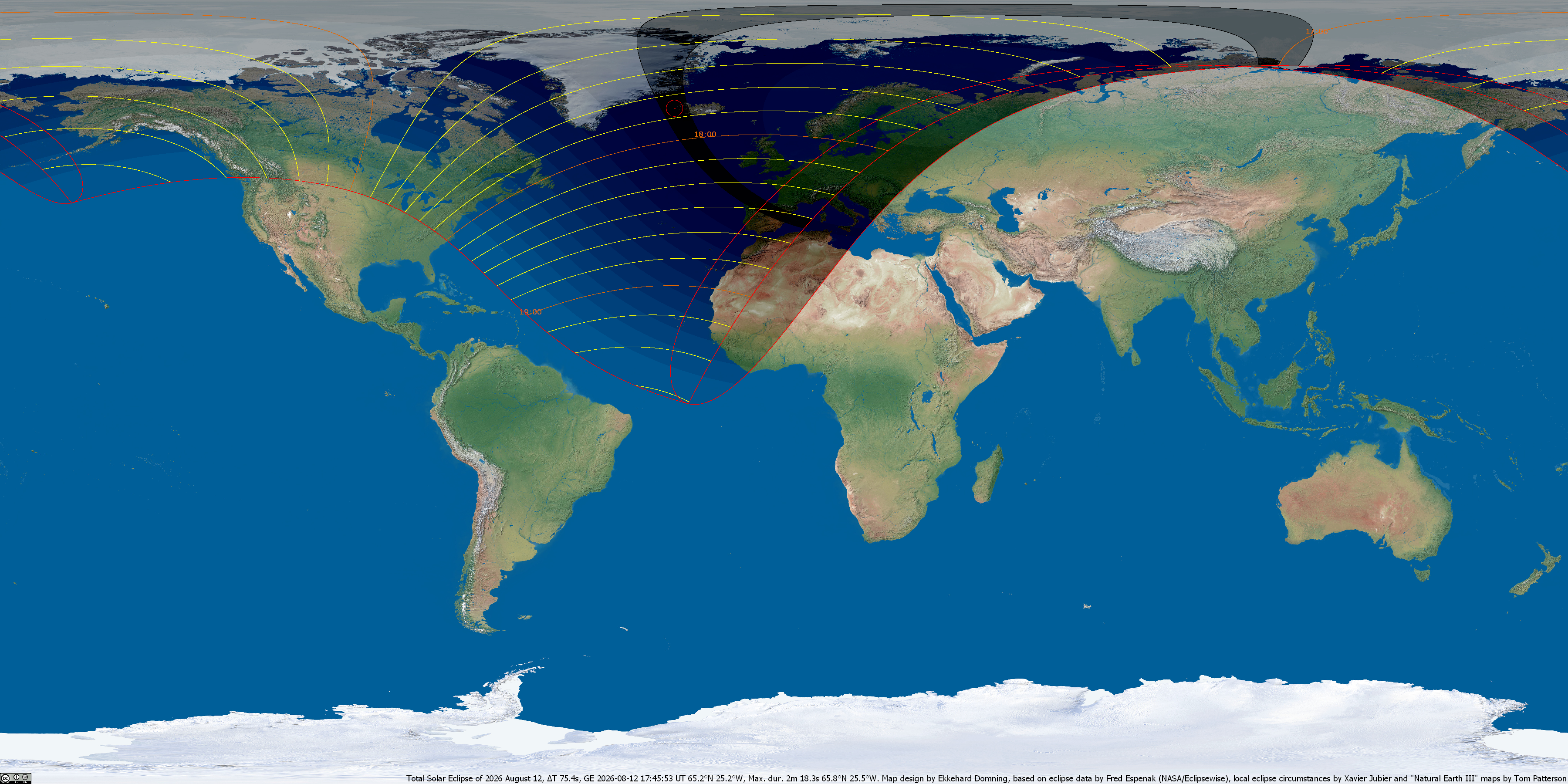
Карта затмения

В таблице ниже перечислены крупные населённые пункты, в которых будет наблюдаться полная фаза солнечного затмения. По умолчанию, населённые пункты отсортированы по времени наступления затмения. Указанное время — универсальное.
| Населённый пункт            | t1       | T1       | Tmax     | T2       | t2       | Фmax  | H°   | T3   |
| --------------------------- | -------- | -------- | -------- | -------- | -------- | ----- | ---- | ---- |
| Таймыр 76° 26’ N 112° 20’ E | 16:09:02 | 16:59:56 | 17:00:42 | 17:01:27 | 17:52:36 | 1.011 | 1.3  | 1:31 |
| Оулафсвик                   | 16:44:59 | 17:45:47 | 17:46:49 | 17:47:51 | 18:46:01 | 1.011 | 25.2 | 2:04 |
| Рейкьявик                   | 16:47:07 | 17:48:11 | 17:48:42 | 17:49:13 | 18:47:34 | 1.002 | 24   | 1:02 |
| Кеблавик                    | 16:47:05 | 17:47:58 | 17:48:48 | 17:49:39 | 18:47:48 | 1.006 | 25   | 1:41 |
| Хихон                       | 17:30:57 | 18:26:42 | 18:27:35 | 18:28:27 | 19:20:41 | 1.012 | 10   | 1:45 |
| Бильбао                     | 17:31:47 | 18:27:21 | 18:27:37 | 18:27:53 | 19:20:03 | 1.001 | 8.1  | 0:32 |
| Овьедо                      | 17:31:15 | 18:27:00 | 18:27:55 | 18:28:49 | 19:21:00 | 1.015 | 10.2 | 1:49 |
| Ла-Корунья                  | 17:30:51 | 18:27:36 | 18:28:14 | 18:28:51 | 19:21:56 | 1.005 | 12   | 1:16 |
| Бургос                      | 17:33:17 | 18:28:20 | 18:29:13 | 18:30:04 | 19:21:41 | 1.014 | 8    | 1:44 |
| Сарагоса                    | 17:34:36 | 18:28:57 | 18:29:39 | 18:30:21 | 19:21:24 | 1.007 | 6    | 1:24 |
| Авеледа и Риу-де-Онор       | 17:33:43 | 18:30:20 | 18:30:23 | 18:30:26 | 19:23:25 | 1.000 | 10   | 0:06 |
| Мальорка                    | 17:37:59 | 18:31:00 | 18:31:48 | 18:32:36 | 19:22:29 | 1.015 | 2.5  | 1:36 |
| Вальядолид                  | 17:34:31 | 18:29:53 | 18:30:36 | 18:31:19 | 19:23:10 | 1.007 | 8.5  | 1:26 |
| Валенсия                    | 17:38:16 | 18:32:21 | 18:32:52 | 18:33:23 | 19:24:08 | 1.004 | 4.5  | 1:02 |

### Обстоятельства видимости затмения вне полосы полной фазы
Во многих странах Европы (помимо вышеперечисленных Исландии, Испании и Португалии) и севера Африки Луна закроет более 90 % солнечного диска — это произойдёт в Ирландии, Великобритании, во Франции, в Швейцарии и Италии, а также в Марокко и Алжире.
Обстоятельства видимости затмения для некоторых крупных городов мира:
| Город           | Tначало  | Tmax     | Tконец    | Фmax   |
| --------------- | -------- | -------- | --------- | ------ |
| Алжир           | 17:42:29 | 18:35:43 | 19:25:49* | 0.9833 |
| Анадырь         | 15:39:34 | 16:27:52 | 17:17:50  | 0.6171 |
| Архангельск     | 16:49:43 | 17:40:25 | 17:47:23* | 0.8305 |
| Барселона       | 17:34:53 | 18:29:06 | 19:20:09* | 0.9965 |
| Белград         | 17:26:10 | 17:45:55 | 19:04*    | 0.3864 |
| Берлин          | 17:15:22 | 18:08:17 | 18:58:49* | 0.8744 |
| Брюссель        | 17:18:41 | 18:13:29 | 19:05:29  | 0.9109 |
| Дублин          | 17:12:48 | 18:10:35 | 19:05:12  | 0.9459 |
| Калининград     | 17:10:37 | 18:02:25 | 18:52:08* | 0.8512 |
| Киев            | 17:14:21 | 17:18:07 | 18:51*    | 0.0745 |
| Лондон          | 17:17:12 | 18:13:13 | 19:06:16  | 0.9254 |
| Мадрид          | 17:36:35 | 18:32:13 | 19:24:20* | 0.9994 |
| Марсель         | 17:31:32 | 18:25:12 | 19:15:54* | 0.9654 |
| Милан           | 17:27:34 | 18:20:36 | 19:10:53* | 0.9332 |
| Минск           | 17:10:14 | 17:42:02 | 18:49*    | 0.6047 |
| Монреаль        | 16:50:10 | 17:45:16 | 18:38:26  | 0.2916 |
| Москва          | 17:03:54 | 17:08:23 | 18:41*    | 0.0889 |
| Мурманск        | 16:44:17 | 17:36:46 | 18:27:57  | 0.8422 |
| Мюнхен          | 17:22:53 | 18:15:41 | 19:05:54* | 0.9054 |
| Нью-Йорк        | 17:07:44 | 17:54:04 | 18:38:43  | 0.1854 |
| Париж           | 17:22:05 | 18:17:11 | 19:09:19  | 0.9310 |
| Порту           | 17:34:46 | 18:31:53 | 19:25:14  | 0.9811 |
| Рига            | 17:06:13 | 17:57:42 | 18:47:18* | 0.8396 |
| Рим             | 17:32:47 | 18:11:36 | 19:13*    | 0.7501 |
| Санкт-Петербург | 16:59:51 | 17:50:53 | 18:40:16* | 0.8296 |
| Стокгольм       | 17:03:10 | 17:56:04 | 18:46:57* | 0.8438 |
| Таллин          | 17:01:56 | 17:53:43 | 18:43:41* | 0.8342 |